# Museo de Historia y Navegación de Riga
El Museo de Historia y Navegación de Riga (en letón: Rīgas vēstures un kuģniecības muzejs) es un museo en Riga, Letonia. Se trata de un museo con exhibiciones sobre la Historia de la ciudad de Riga desde su fundación en 1201. Situado en el casco antiguo junto al conjunto de la Catedral de Riga, el museo se creó a partir de mediados del siglo XVIII.

## Historia
Los inicios del museo se originaron con la colección privada del médico Nikolaus von Himsel, cuando después de su muerte, su madre Catalina von Himsel, en cumplimiento del deseo de su hijo, dio a la ciudad de Riga en 1773, el 22 de febrero el ayuntamiento creó el museo, que calificó con el nombre de Himsel. En 1964 el museo obtuvo su actual nombre de «Museo de Historia y Navegación de Riga».

## Exposiciones
El museo ofrece una exposición única de la vida de los ciudadanos de Riga del siglo XIII, de la Liga Hanseática, durante el primer período de independencia letona desde 1918 a 1940, así como muestra una oportunidad para trazar la historia de la navegación a Letonia desde la antigüedad hasta nuestros días. Las colecciones constan de antiguos grabados con vistas de Riga, mapas, planos, plata, porcelana, maquetas de barcos, instrumentos de navegación, una rica colección de objetos de uso cotidiano, ropa, artículos de decoración y de otras cosas. El museo tiene exposiciones permanentes y temporales y su colección que abarca más de 500.000 artículos, se ha ido ampliando con numerosas donaciones y adquisiciones.

## Galería

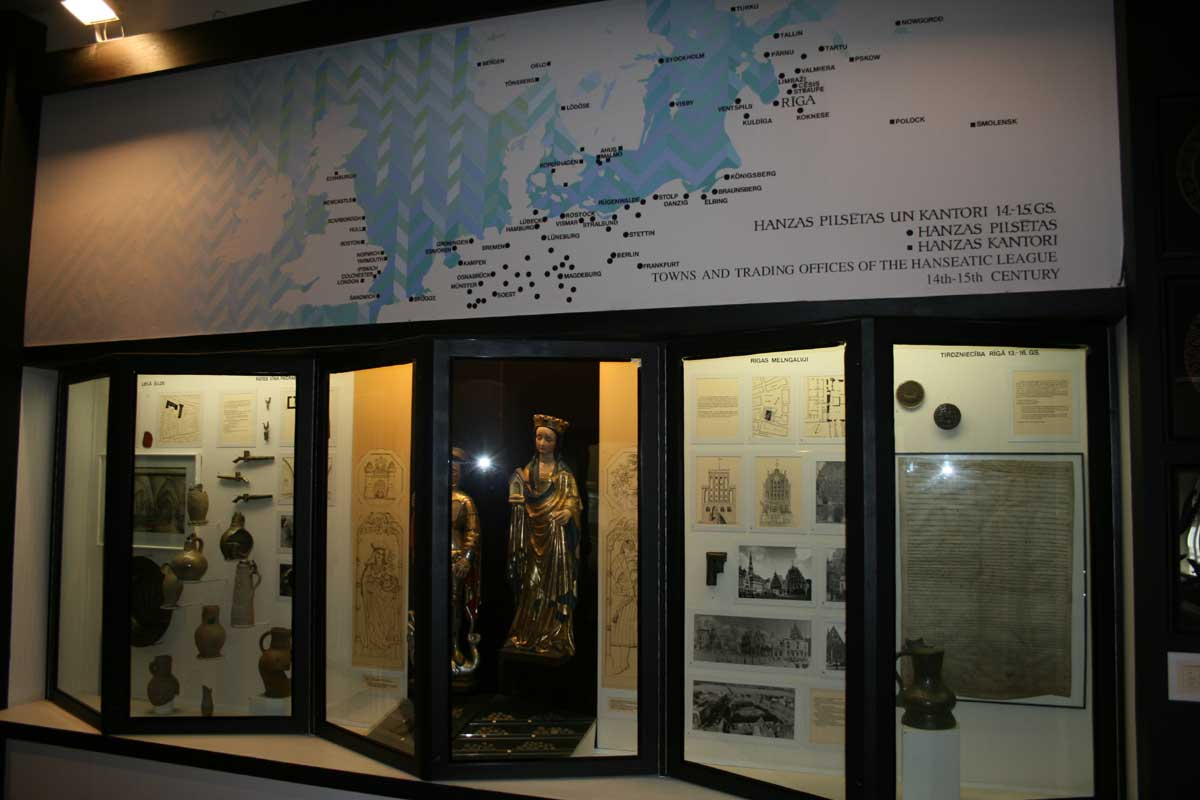
Liga Hanseática
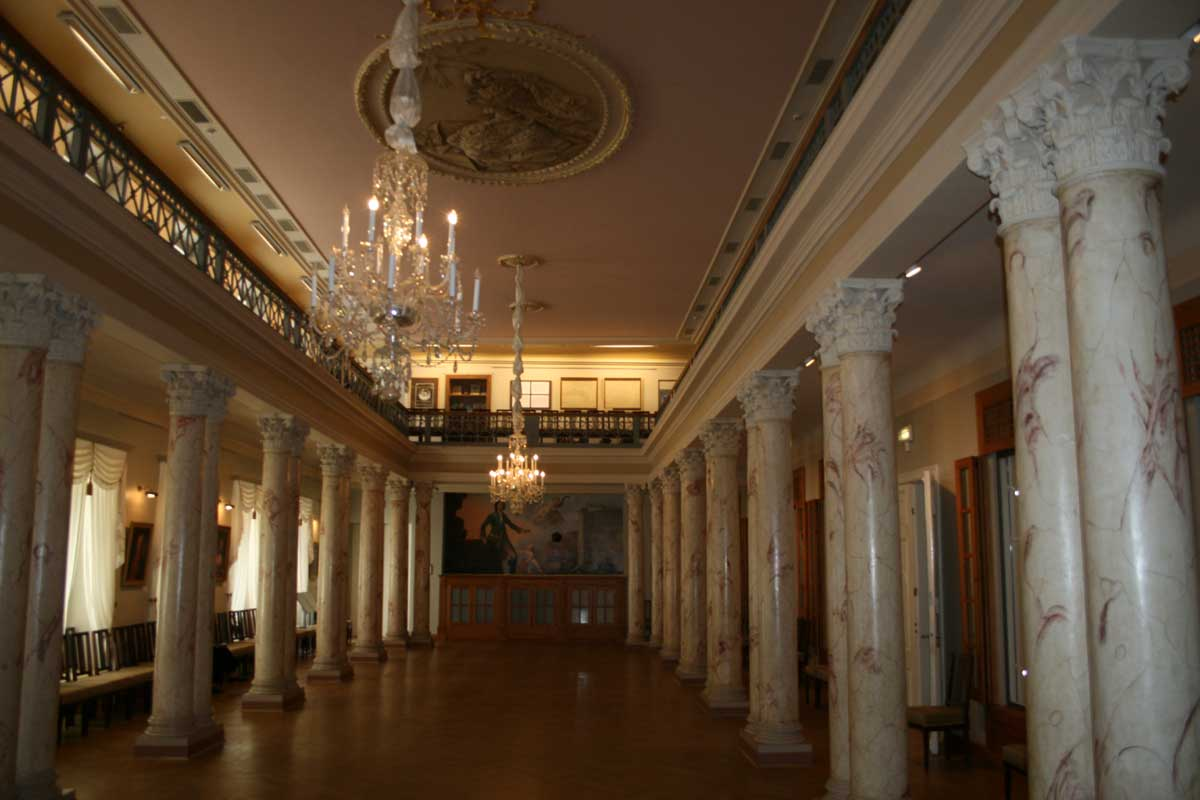
Sala de las columnas
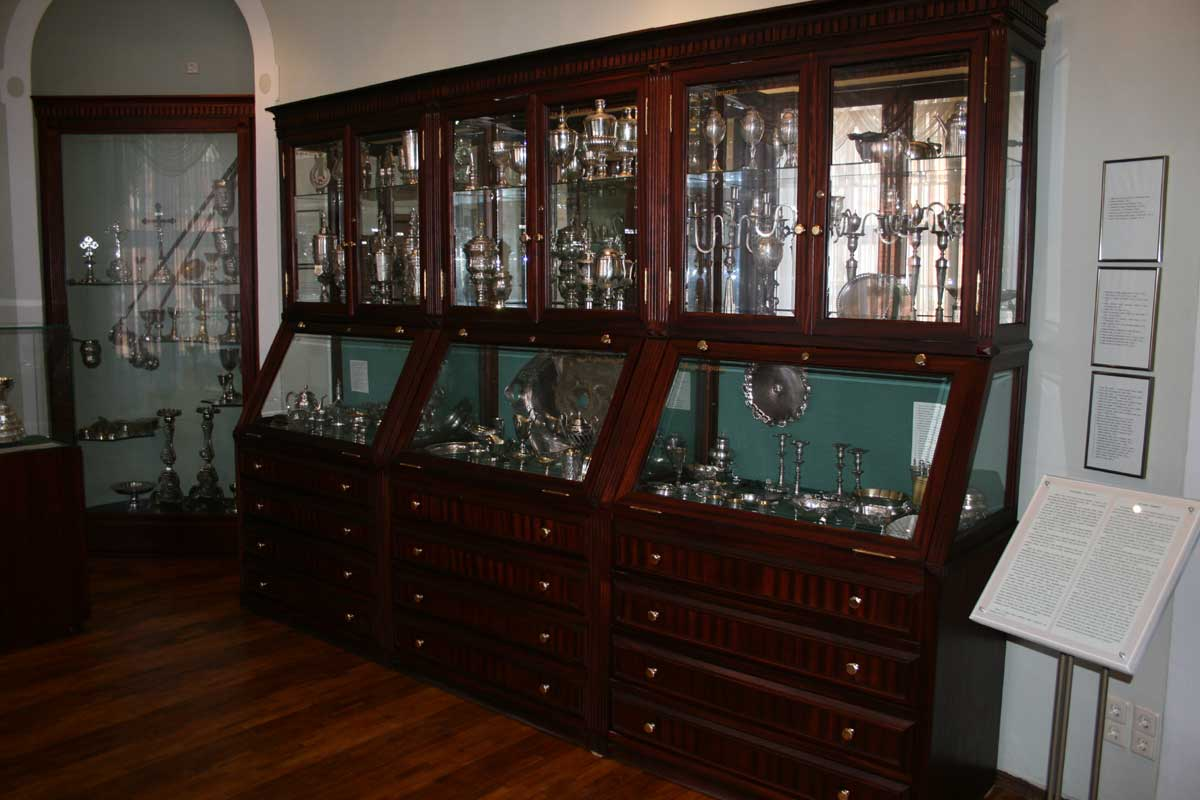
Objetos de plata
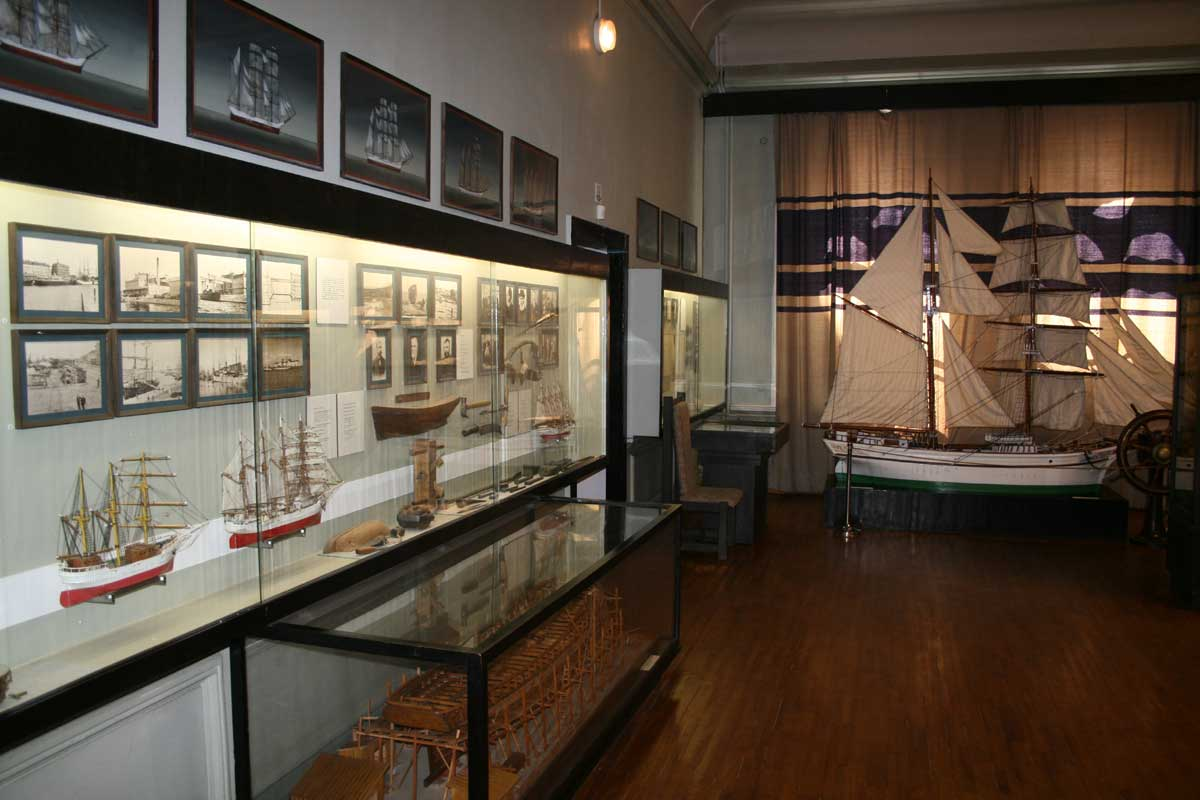
Objetos de navegación